# 마이애미에서의 하룻밤
《마이애미에서의 하룻밤》(영어: One Night in Miami...)은 2020년 개봉한 미국의 드라마 영화이다. 배우 리자이나 킹의 장편 감독 데뷔작이며 켐프 파워스의 동명 희곡이 영화의 원작으로, 켐프 파워스가 영화의 각본 역시 맡았다. 유명 흑인 인물인 맬컴 엑스, 무하마드 알리, 짐 브라운, 샘 쿡의 가상의 만남을 다룬 작품이다.
2020 베네치아 영화제에서 전 세계 최초로 공개되었다. 이 영화는 2020년 12월 25일 아마존 스튜디오에 의해 극장에서 한정 개봉되었으며, 2021년 1월 15일 아마존 프라임 비디오에서 디지털로 개봉되었다.

## 줄거리
1963년, 복서 카시어스 클레이는 런던 웸블리 스타디움에서 헨리 쿠퍼와의 경기에서 거의 패배할 뻔한다. 뉴욕의 코파카바나에서는 소울 가수 샘 쿡이 차가운 백인 관객 앞에서 힘겨운 공연을 펼친다. NFL 선수 짐 브라운은 고향 조지아로 돌아와 가족 친구인 칼튼 씨의 광대한 농장에서 환대를 받지만, 칼튼은 짐에게 인종차별적인 발언을 하며 집 안으로 들어오는 것을 허락하지 않는다. 한편, 말콤 X는 집으로 돌아와 아내 베티와 함께 이슬람 국가를 떠날 계획을 논의한다.
1964년 2월 25일, 클레이와 소니 리스턴의 타이틀 매치를 위해 네 사람은 모두 마이애미에 모인다. 말콤은 경기 전 호텔 방에서 클레이를 만나 전통적인 이슬람 방식으로 기도를 올린다. 그날 밤, 브라운은 경기 해설을 맡고, 쿡과 말콤 X는 관중석에서 클레이가 리스턴을 꺾고 세계 헤비급 챔피언이 되는 것을 지켜본다.
경기 후, 말콤은 나머지 세 사람을 자신의 모텔 방으로 초대한다. 파티에 대한 기대와 달리, 말콤은 그들만의 시간을 가지려 하며 쿡과의 긴장이 고조된다. 말콤은 쿡이 백인 관객에게 영합하며 흑인 사회에 불충실하다고 비난하고, 쿡은 자신의 방법이 흑인 예술가들에게 더 큰 경제적 힘을 실어준다고 반박한다. 클레이는 이슬람 국가로 개종할 계획을 밝히며 긴장감을 더하고, 브라운은 배우가 될 계획을 이야기하며 앞으로의 어려움을 걱정한다.
말콤과 쿡의 갈등은 심화되고, 말콤은 쿡이 성공 이후 만든 음악들을 신랄하게 조롱한다. 쿡은 자신의 성공과 창작의 자유 자체가 흑인 사회에 영감을 주며, 항의 노래는 상업적으로 성공하기 어렵다고 주장한다. 말콤은 밥 딜런의 'Blowin' in the Wind'의 성공을 언급하며 쿡을 압박한다.
논쟁이 진행되면서, 말콤이 쿡에게 적대적인 태도를 보이는 이유가 FBI의 감시와 엘리야 무함마드와의 불화로 인한 스트레스 때문임이 드러난다. 클레이가 개종을 망설이자 말콤은 크게 실망한다. 말콤은 새로운 조직을 만들 계획을 밝히며 클레이에게 함께 하자고 제안하지만, 클레이는 말콤이 자신의 계획을 홍보하려 한다고 오해하며 제안을 거절한다. 그때, 기자들이 이들의 모임을 눈치챘다는 소식이 전해지고, 클레이는 말콤에게 함께 기자회견에 참석하자고 한다. 그들이 방을 떠나자, 쿡은 브라운에게 'Blowin' in the Wind'와 비슷한 영감을 얻어 이미 곡을 썼지만 아직 발표하지 않았다고 밝힌다.
이 밤 이후, 클레이는 무함마드 알리로 이름을 바꾸고, 말콤은 이슬람 국가와의 결별로 혼란스러운 삶을 겪는다. 그의 집은 폭격당하지만 자서전을 완성하고, 쿡은 'The Tonight Show'에서 'A Change Is Gonna Come'을 선보인다. 브라운은 NFL을 떠나 배우의 길을 걷는다. 영화는 1965년 2월 19일 말콤의 "대의를 위한 순교자는 불가피하다"는 인용문과 함께, 그가 이틀 뒤인 2월 21일 암살당했다는 사실을 보여주며 끝맺는다.

## 출연진
- 킹즐리 벤아디르 - 맬컴 엑스 역
- 일라이 고리 - 무함마드 알리 역
- 앨디스 호지 - 짐 브라운 역
- 레슬리 오덤 주니어 - 샘 쿡 역
- 랜스 레딕 - 카림 형제 역
- 니컬렛 로빈슨 - 바버라 쿡 역
- 마이클 임페리올리 - 앤절로 던디 역
- 보 브리지스 - 칼턴씨 역
- 호아키나 칼루캉고 - 베티 샤바즈 역
- 제롬 A. 윌슨 - 일라이저 무하마드 역
- 아몬드레이 D. 잭슨 - L. C. 쿡 역
- 에런 D. 알렉산더 - 소니 리스턴 역
- 크리스천 매그비 - 저말 역
- 로런스 길리아드 주니어 - 드루 분디니 브라운 역
- 제러미 포프 - 재키 윌슨 역
- 크리스토퍼 고럼 - 조니 카슨 역